# 황인
황인(黃人)은 황색 또는 갈색의 피부색을 가진 인종을 말한다. 그러나 이는 개인차가 존재한다. 황인종(黃人種)이라고도 한다.
몽골 인종과 동의어로 쓰이기도 하고, 여기에 말레이 인종, 태평양 원주민, 북미 원주민 등을 제외하여 좁게는 동아시아인을 중심으로 일부 동남아인을 포함하는 말로 쓰이기도 한다.

## 같이 보기
- 인종
- 백인
- 흑인
- 아시아인